# Rittergut Hornoldendorf

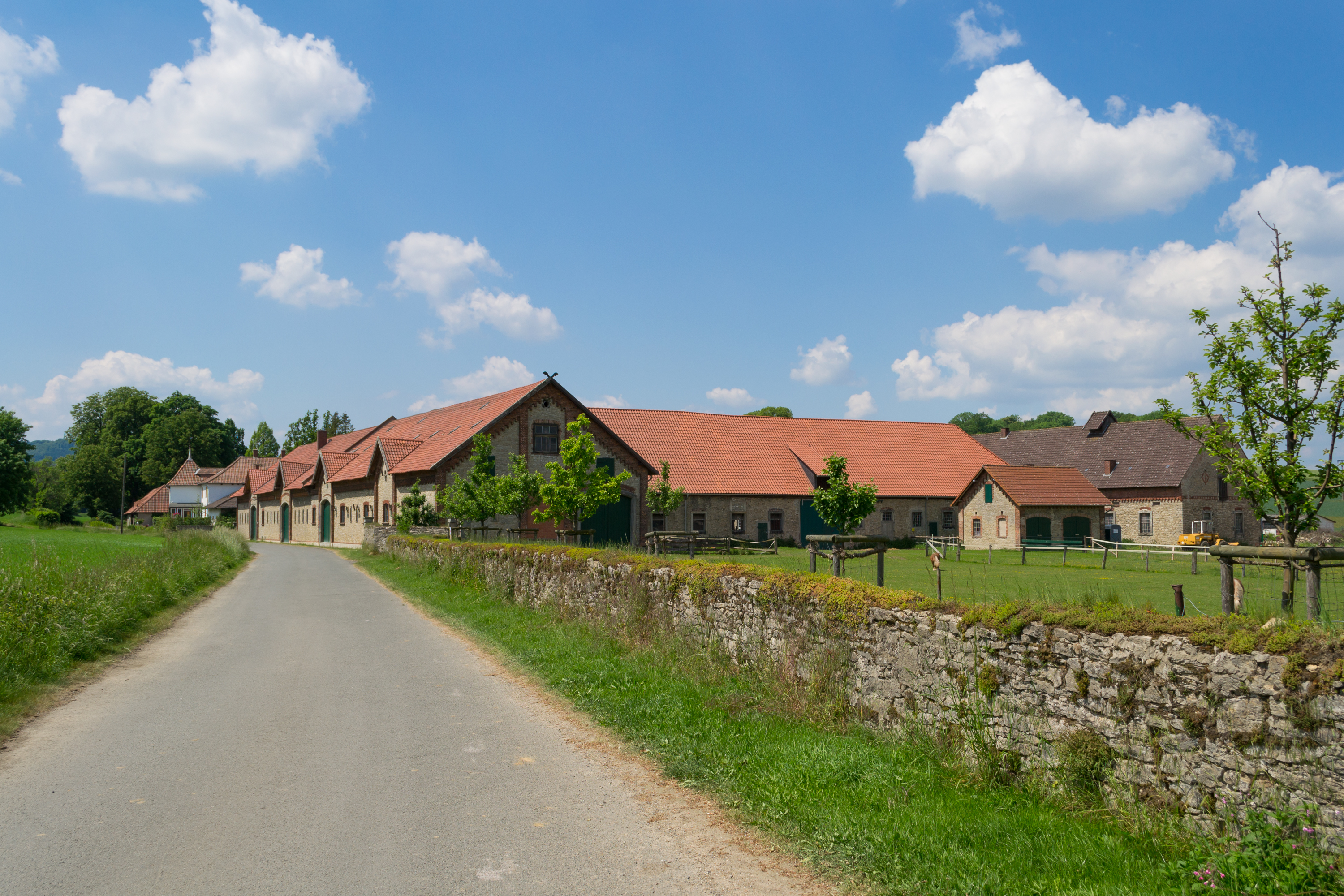
Ansicht von Osten

Das ehemalige Rittergut Hornoldendorf liegt im Detmolder Ortsteil Hornoldendorf. Das Herrenhaus von 1840 ist mit der Nummer A629 in der Denkmalliste der lippischen Stadt Detmold in Nordrhein-Westfalen eingetragen.

## Geschichte
Das Gut Hornoldendorf geht auf eine Domäne zurück, die im Jahr 1610 von Graf Simon VI. gegründet wurde. Zuvor hatte er 1600 dem verschuldeten Bauern Hermeler ein Stück Land abgekauft und von der Witwe des verschuldeten Bauern Meier am 15. Mai 1600 den Hof eingezogen. Als dritter Hof kam der des Bauern Vogel hinzu. Eine inventarische Aufstellung vom 20. Januar 1610 führt folgenden Besitz auf: Auf Meiers Hof ein Wohnhaus oder Vorwerk, ein Schafstall und ein Backhaus, auf Vogels Hof ein Wohnhaus und ein Kleinhaus, auf Hermelers Hof ein Wohnhaus im Besitz der Tochter, ein Backhaus und Garten. Dazu kamen diverse Ländereien.
Als Verwalter wurde Hans Adam von Hammerstein eingesetzt, dessen Vorfahren von der Burg Hammerstein (am Rhein) stammten. Von Hammerstein ließ die Gebäude aus eigenen Mitteln instand setzen und beglich auch ausstehende Schulden von 1000 Talern. Er übernahm schließlich die Domäne 1614 als erbliches, adeliges und landtagsfähiges Gut. Der Hintergrund war, dass Graf Simon rund 700.000 Taler Schulden hatte und von Hammerstein ihm ein Darlehen in Höhe von 12.000 Talern gewährt hatte, das der Graf mit der Überschreibung der Domäne beglich. 1617 erweiterte er sein Anwesen durch den Kauf des Schwartzeschen Gutes in Fromhausen von Graf Simon.
Nach seinem Tod im Februar 1653 ging das Gut als Erbe an seinen ältesten Sohn, dessen Name ebenfalls Hans Adam war.
Die Belastung der Bauern aus den umliegenden Ortschaften Hornoldendorf, Heiligenkirchen, Berlebeck, Fromhausen und Holzhausen führte mehrfach zu teilweise heftigen Auseinandersetzungen mit den Hammersteins. So kam es zwischen 1644 und 1660 zum sogenannten Ziegenkrieg, dessen Ursache die Schädigung der Wälder durch Ziegen und Schafe des Ritterguts war. Von 1682 bis 1702 gab es den Kampf um Schafhude, der erst durch ein Urteil aus Detmold beigelegt werden konnte. Auch der Kampf der Bauern gegen die Dienstbarkeit schwelte immer wieder auf.
Mitte des 18. Jahrhunderts kam es nach finanziellen Schwierigkeiten der Hammersteins zu einem Grundstückstausch mit Bauern aus der Umgebung.
Das Gut blieb bis zum Jahr 1804 im Besitz der Familie Hammerstein und wechselte danach mehrfach den Eigentümer: Erst erwarb es der Amtmann Brakmann aus Bisperode, 1830 ging es an Clemens Albert Cäsar. Von 1858 bis 1872 war Ernst Kaspar Max Troost aus Mülheim an der Ruhr der Besitzer, der es wiederum im Oktober 1872 für 100.000 Taler an den Rentner Ebell aus Hannover veräußerte. Bereits im Februar des Folgejahres erwarb der Baurat Ferdinand Wallbrecht aus Hannover das Gut für 120.000 Taler und kaufte weitere Ländereien hinzu. Am 16. Februar 1939 schließlich kaufte der Landwirt Ernst Oetker aus Pattensen das nun rund 271 Hektar große Gut für 900.000 Reichsmark. Es wird heute durch die Immobilienverwaltung seines Sohnes Arend Oetker verwaltet.

## Baudenkmal Herrenhaus

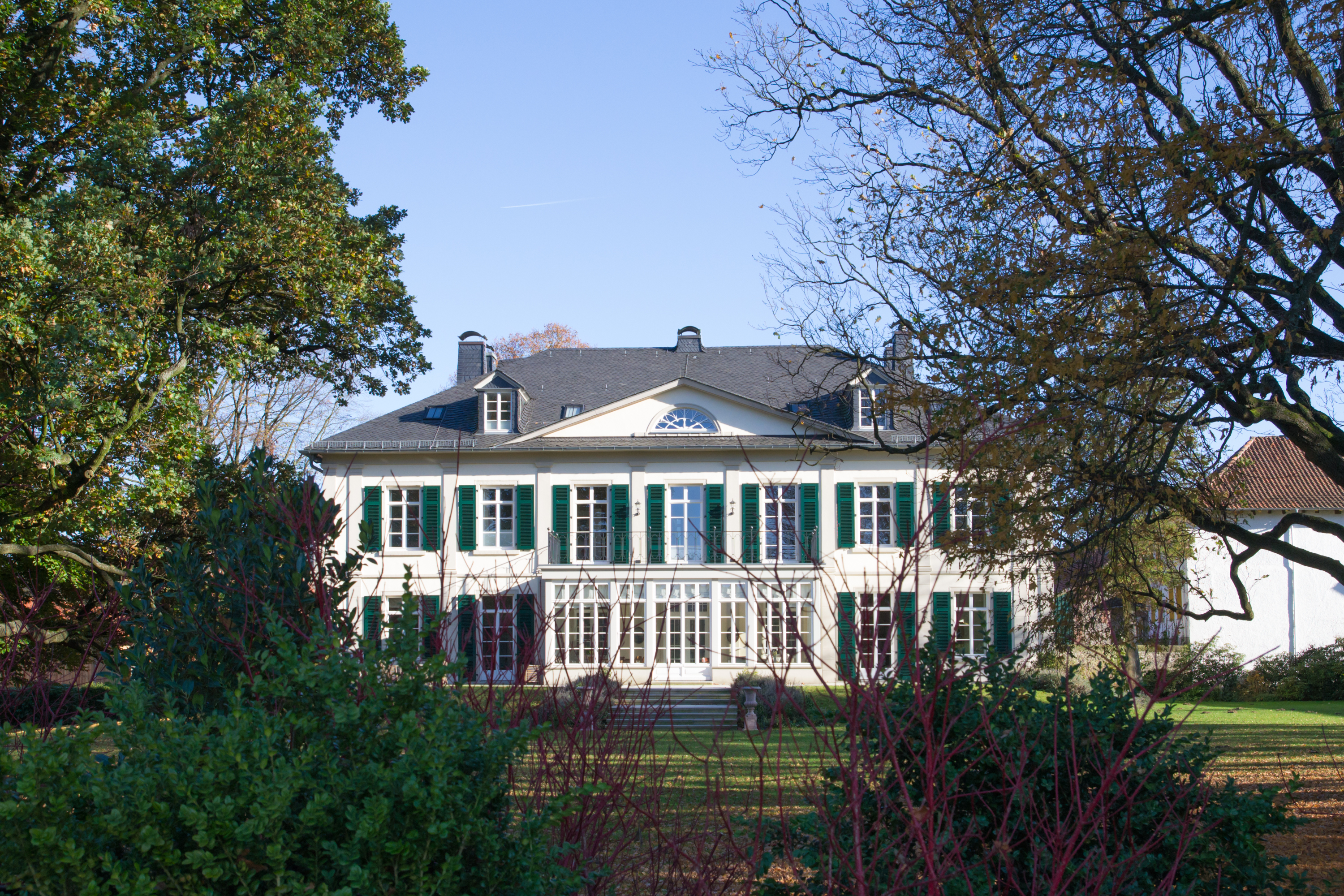
Herrenhaus, Gartenseite

Ein Plan aus dem Jahr 1756 zeigt auf dem Gelände die von einer Gräfte umgebene Wasserburg. Nach dem Abriss der Burg wurde die Gräfte verfüllt und südwestlich davon das heute noch bestehende Herrenhaus angelegt.
Das spätklassizistische Gebäude wurde im Jahr 1840 unter dem Gutsbesitzer Clemens Albert Cäsar errichtet. Über dem hohen Kellergeschoss erhebt sich der zweigeschossige Putzbau mit Walmdach. Die historischen Dachgauben sind zwischenzeitlich durch Dachfenster ersetzt, nach 2007 aber wieder rekonstruiert worden. Die Traufenseiten zum Garten und zum Hof werden durch jeweils sieben Fensterachsen gegliedert, mittig im Dach zu beiden Seiten flache Dreiecksgiebel, darin Halbkreisbogenfenster mit Sprossenwerk. Ein umlaufendes Gesims trennt Erd- und Obergeschoss. Die zweiflügeligen Sprossenfenster mit Klappläden sind auf voller Geschosshöhe im Erdgeschoss durch Rustika-Quaderung, im Obergeschoss durch Pilaster unterteilt.
Der Eingang zur Hofseite erfolgt über eine Freitreppe mit Sandsteinstufen, die Eingangstür wurde 1940 durch eine Eichentür ausgetauscht. Oberhalb des Eingangsportals ist ein kleiner Balkon mit Eisenbrüstung angebracht. Die Freitreppe zur Gartenseite wurde durch den Bau einer hölzernen Veranda verändert. Veranda und der darüberliegende Balkon über drei Fensterachsen bilden einen Wintergarten.
Im Inneren sind die bauzeitlichen Raumstrukturen und Türen weitgehend erhalten. Bei einem Umbau 1939 ist die Innenausstattung mit Parkettböden, Voutendecken, Stuck und hölzernen Wandbekleidungen aufgewertet worden.
Das Gebäude steht seit dem 9. Juli 2007 unter Denkmalschutz.

## Naturdenkmal Stieleiche

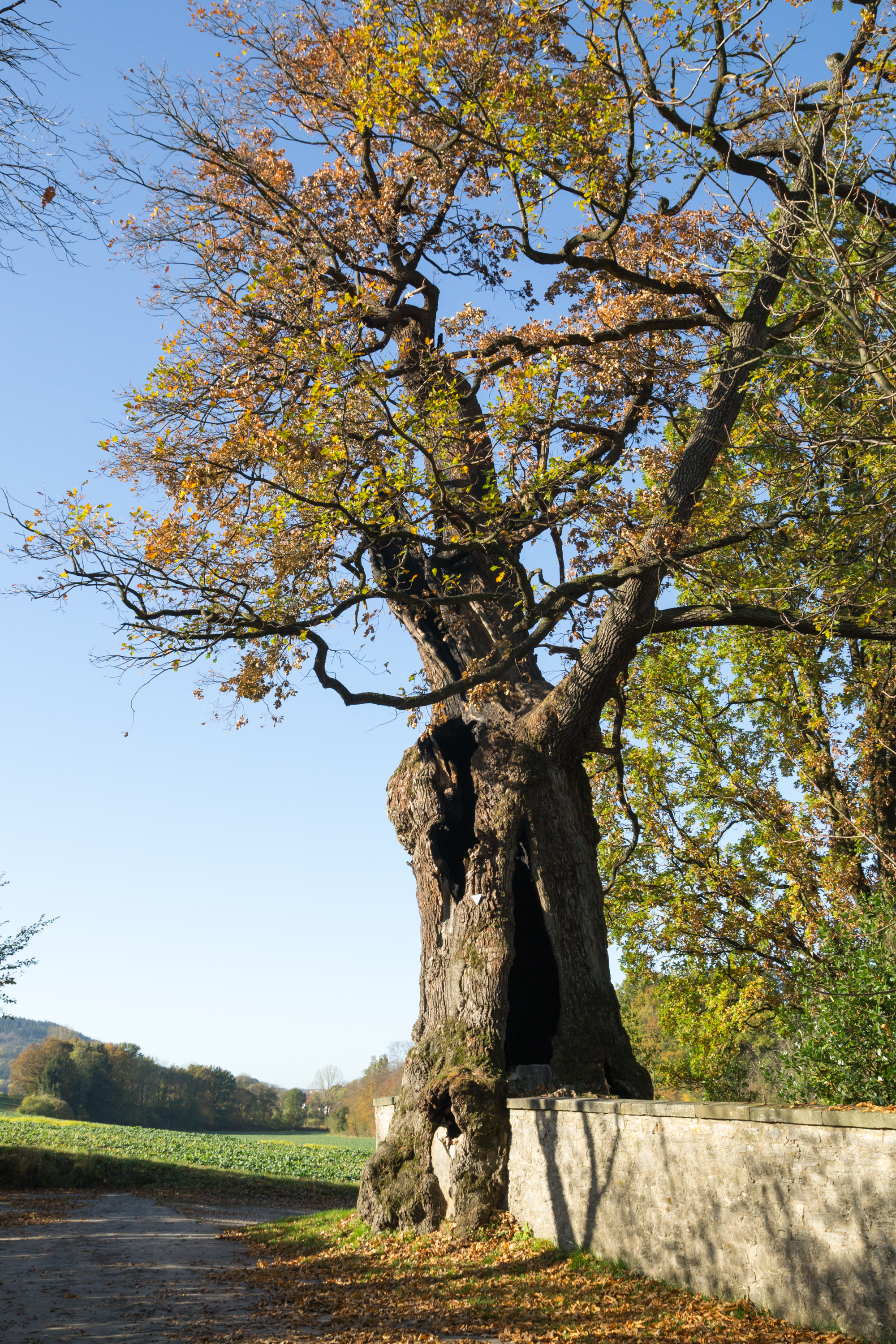
1000-jährige Eiche

In der Mauer am Südrand des Ritterguts wächst eine Stieleiche, die als tausendjährige Eiche bezeichnet wird. Das tatsächliche Alter des Baums wird auf 380 bis 500 Jahre geschätzt. Im April 2008 wurde ein Stammumfang von 9 Metern gemessen. Damit steht sie auf Platz 23 der Liste der dicksten Eichen in Deutschland. Der hohle Stamm wurde in den 1970er Jahren zugemauert, nachdem Kinder dort Feuerwerkskörper haben explodieren lassen. Im Oktober 2012 wurde der Baum Opfer von Brandstiftung und ist seitdem schwer geschädigt. Er ist mit der Nummer 5.12.1 in der Liste der Naturdenkmäler in Detmold eingetragen. Der Brusthöhenumfang beträgt 9,85 m (2014).